# Fantastic Four (2005)
Fantastic Four is een film uit 2005 gebaseerd op de stripboekenserie Fantastic Four van Marvel Comics. Daarmee was dit de tweede film die gebaseerd was op de Fantastic Four strips, maar de eerste die daadwerkelijk werd uitgebracht. De vorige film, een B-film van Roger Corman werd nooit uitgebracht.
De film werd in de Verenigde Staten en Canada uitgebracht op 8 juli 2005. Het was de derde superheldenfilm dat jaar, na Elektra en Batman Begins.

## Het verhaal
De film begint op het moment dat Reed Richards en Ben Grimm arriveren bij het kantoor van Victor von Doom. Reed heeft namelijk de theorie ontwikkeld dat alle evolutie op aarde is ontstaan door een wolk van kosmische energie. Binnenkort zal zo’n zelfde wolk de Aarde passeren en Richards wil deze graag onderzoeken. Aangezien hij zonder geld zit en NASA hem niet wil steunen, besluit hij Victor te vragen zijn ruimtestation ter beschikking te stellen voor het onderzoek. Victor gaat akkoord, maar onder de voorwaarden dat hij de uiteindelijke beslissingen mag nemen over al Reeds experimenten en dat hij het merendeel van het eventuele geld dat deze experimenten opbrengen zal krijgen. In het kantoor ontmoeten Reed en Ben ook Victors rechterhand en geneticaonderzoekster Susan Storm. Zij en Reed hadden vroeger een relatie, maar die draaide op niets uit. Victor zal zelf ook meegaan tijdens het experiment, evenals Susans broer Johnny Storm.
Het vijftal reist af naar Victors ruimtestation om de kosmische wolk te observeren. De wolk komt echter veel eerder dan gepland aan en alle vijf worden blootgesteld aan de straling. Alle vijf bereiken heelhuids de Aarde, maar al snel beginnen ze op Victor na hun bekende superkrachten te ontwikkelen. Johnny vindt deze mutatie geen probleem, maar Reed, Susan en vooral Ben (die veranderd is in een supersterk stenen monster) zien hun mutatie als een vloek en Reed probeert dan ook een genezing te vinden.
Wanneer Ben probeert te voorkomen dat een man zelfmoord pleegt door van een brug te springen leidt dit tot een enorm verkeersongeval en zelfs een brand. Hierdoor worden de vier gedwongen hun krachten te gebruiken om een ramp te voorkomen. Ze slagen hierin, en de media geeft hun de status van superhelden. Johnny speelt hier op in en geeft de groep, inclusief elk van de vier leden, hun bekende namen.
Ondertussen blijkt dat de kosmische straling toch invloed had op Victor. Zijn huid begint te veranderen in organisch metaal, en hij krijgt de gave energie te manipuleren. Hij ziet dit als een kans om zijn rivaal Reed uit de weg te ruimen. Hij zorgt dat Ben zich tegen Reed keert door hem wijs te maken dat Reed helemaal niet aan een genezing werkt. Vervolgens “helpt” Victor Ben om met de door Reed gebouwde machine weer normaal te worden. Maar nadat Ben weer normaal is onthult Victor, die zichzelf nu Doom noemt, zijn werkelijke plan en ontvoert Reed. Hij bevriest Reed om te voorkomen dat hij zijn krachten gebruikt, en vuurt een hittezoekende raket af om Johnny te vernietigen. Johnny gebruikt zijn krachten om weg te vliegen en de raket naar open water te lokken. Susan ontdekt waar Doom Reed vasthoudt en confronteert hem.
Ben, die zichzelf met Reeds machine weer in Thing veranderd heeft, arriveert net op tijd om Susan en Reed te helpen, en gaat op de vuist met Doom. Het gevecht eindigt uiteindelijk op de straat waar de rest van het team zich bij hem voegt. Via een door Reed gecoördineerde teamaanval weten de vier Doom te verslaan, die als gevolg van de aanval een levenloos metalen beeld lijkt te zijn geworden.
Aan het eind van de film accepteren de vier hun rol als superhelden, en vraagt Reed Susan ten huwelijk. Echter vlak voor het eind van de film wordt bewijs getoond dat Doom, die op dat moment per schip naar zijn thuisland Latveria wordt vervoerd, nog in leven is.

## Rolverdeling
| Acteur           | Personage                        |
| ---------------- | -------------------------------- |
| Ioan Gruffudd    | Reed Richards / Mister Fantastic |
| Jessica Alba     | Sue Storm / The Invisible Woman  |
| Chris Evans      | Johnny Storm / The Human Torch   |
| Michael Chiklis  | Ben Grimm / The Thing            |
| Julian McMahon   | Victor von Doom / Doctor Doom    |
| Hamish Linklater | Leonard                          |
| Kerry Washington | Alicia Masters                   |
| Laurie Holden    | Debbie McIlvane                  |
| David Parker     | Ernie                            |
| Kevin McNulty    | Jimmy O'Hoolihan                 |
| Maria Menounos   | Sexy verpleegster                |
| Michael Kopsa    | Ned Cecil                        |
| Stan Lee         | Willie Lumpkin                   |

## Achtergrond

### Acteurs
Voor de rol van Mr. Fantastic kwamen eerst George Clooney en Brendan Fraser in aanmerking. Van Paul Walker gingen geruchten rond dat hij Johnny Storm zou spelen, en Tim Robbins stond gepland als Dr. Doom. Over wie de rol van Susan Storm zou vertolken deden wel de meeste geruchten ronde: Rachel McAdams, Gwyneth Paltrow, Christina Milian, Kate Bosworth, Scarlett Johansson en Julia Stiles. Voor de rol van Thing zou volgens de geruchten Trish Stratus in aanmerking komen.

### Thing
Michael Chiklis, die de rol van Thing vertolkte, stond erop dat Thing in de film een “echt” personage zou zijn en geen computer geanimeerd karakter. Things uiterlijk in de film verschilt dan ook van zijn huidige uiterlijk in de strips, en heeft meer weg van Things originele uiterlijk in de oudste Fantastic Four strips. Toen Michael Chiklis’ vrouw Michelle (die last heeft van claustrofobie) hem voor het eerst in het Thing kostuum zag, kreeg ze last van een paniekaanval.

### Stan Lee
Net als in bijna alle voorgaande films gebaseerd op Marvel Comis strips heeft Stan Lee ook in deze film een cameo optreden. Hij verscheen als Willie Lumpkin, de postbode die het team begroet wanneer ze op weg zijn naar de lift in het Baxter gebouw.

### Reactie
De kritische reacties op de film waren behoorlijk negatief. De film werd vooral bekritiseerd voor het zwakke verhaal en de flinterdunne karakter (vooral Dr. Doom, die in de strips een van Marvels favoriete superschurken is). Volgens de critici werd de film overschaduwd door Batman Begins en Sin City (waar Jessica Alba ook in meespeelde), twee andere stripverfilmingen die rond dezelfde tijd uitkwamen.
Critici die de film wel goed vonden prezen vooral Michael Chiklis voor de manier waarop hij Thing speelde. Ook de verandering in Johnny’s karakter werd als goed beschouwd. Echter, de keus om Thing niet via computeranimatie of een meer realistischer kostuum (zoals dat uit de stripverfilming Hellboy) neer te zetten viel slecht bij de fans.

## Prijzen en nominaties
| jaar | prijs                  | categorie                                                | genomineerde(n)                                           | uitslag     |
| ---- | ---------------------- | -------------------------------------------------------- | --------------------------------------------------------- | ----------- |
| 2005 | Black Movie Award      | Outstanding Achievement in Directing                     | Tim Story                                                 | genomineerd |
| 2005 | Teen Choice Award      | Choice Summer Movie                                      | -                                                         | genomineerd |
| 2006 | Saturn Award           | Beste sciencefictionfilm                                 | -                                                         | genomineerd |
| 2006 | Black Reel Award       | beste regisseur                                          | Tim Story                                                 | genomineerd |
| 2006 | Image Award            | Outstanding Directing in a Feature Film/Television Movie | Tim Story                                                 | genomineerd |
| 2006 | Imagen Award           | Beste actrice                                            | Jessica Alba                                              | genomineerd |
| 2006 | Blimp Award            | Favoriete filmactrice                                    | Jessica Alba                                              | genomineerd |
| 2006 | MTV Movie Award        | Beste held                                               | Jessica Alba                                              | genomineerd |
| 2006 | MTV Movie Award        | Beste On-Screen Team                                     | Jessica Alba, Ioan Gruffudd, Chris Evans, Michael Chiklis | genomineerd |
| 2006 | Golden Raspberry Award | Slechtste actrice                                        | Jessica Alba                                              | genomineerd |
| 2006 | Teen Choice Award      | Movies - Choice Actress: Drama/Action Adventure          | Jessica Alba                                              | genomineerd |

## Trivia
- Het Thing actiefiguurtje dat Johnny aan Ben laat zien is eigenlijk van Toy Biz' Marvel Ledens speelgoedserie.
- De film werd opgenomen in Vancouver, Canada.